# Went to See the Gypsy
Went to See the Gypsy – piosenka skomponowana przez Boba Dylana, nagrana przez niego w czerwcu 1970 r. i wydana na albumie New Morning w październiku 1970 r.

## Historia i charakter utworu
Utwór ten był nagrywany na kilku sesjach. Po raz pierwszy został nagrany  na 5 sesji do albumu Self Portrait obok takich piosenek jak „Pretty Saro”, „In Search of Little Sadie”, „Sittin' on the Dock of the Bay”, „Universal Soldier”, When a Man’s Out of a Job”, „These Working Hands”, „Spanish Eyes” i „Woogie Boogie”. Wersja ta pozostała niewykorzystana. 1 maja w Columbia Studio B w Nowym Jorku – była to 2 sesja do New Morning – Dylan przystąpił do ponownego nagrywania piosenki; ta wersja także pozostała niewykorzystana. Innymi piosenkami z tej sesji były: „Sign on the Window” (4 wersje), „Time Passes Slowly” (3 wersje), „If Not for You” (wydana na The Bootleg Series Volumes 1–3 (Rare & Unreleased) 1961–1991) i „Working on the Guru”.
Ostateczną sesją dla kompozycji była 7 sesja w Columbia Studio E z 5 czerwca. Oprócz „Went to See the Gypys” nagrał Dylan wtedy jeszcze: „If Dogs Run Free”, „Sign on the Window”, „The Man in Me”, „Father of Night”, „Winterlude” (wszystkie te wersje zostały wydane na New Morning) oraz „Ah-Ooh! (instrumentalny), „I Forgot to Remember to Forget Her” i „Lily of the West (Flora)”. Ten ostatni utwór został wydany na albumie Dylan.
2 lipca odbyła się w Music Row Studios w Nashville instrumentalna seja overdubbingowa dla „Went to See the Gypsy”, „If Not for You” i „Spanish Is the Loving Tongue”. Z tych nagrań ukazał się tylko utwór ostatni, jako strona B singla „Watching the River Flow”.
Piosenka ta powstała po spotkaniu się z Elvisem Presleyem i wyraża pełen admiracji stosunek Dylana do Presleya.
Dylan nigdy nie wykonał tej piosenki na koncercie.

## Muzycy
- Bob Dylan – pianino, gitara, harmonijka, wokal

Sesja 5 do albumu Self Portrait
- Bob Dylan – gitara, harmonijka, wokal, pianino
- Al Kooper – gitara, instrumenty klawiszowe
- David Bromberg – gitara, gitara Dobro
- Ron Cornelius – gitara, gitara Dobro
- Stu Woods – gitara basowa
- Alvin Roger – perkusja
- Hilda Harris – chórki
- Maeretha Stewart – chórki
- Albertine Robinson – chórki

Sesja druga do New Morning
- Al Kooper – gitara, pianino, wokal
- Charlie Daniels – gitara basowa
- Ron Cornelius – gitara
- George Harrison – gitara
- Russ Kunkel – perkusja

sesja siódma
- Al Kooper – gitara, pianino, wokal
- Charlie Daniels – gitara basowa
- Ron Cornelius – gitara
- Russ Kunkel – perkusja
- Hilda Harris – chórki
- Albertine Robinson – chórki
- Maeretha Stewart – chórki

Sesja dziesiąta overdubbingowa
- Leon Russell – pianino, gitara basowa
- Joey Cooper – gitara
- Don Preston – gitara
- Carl Radle – gitara basowa
- Chuck Blackwell – perkusja

## Wykonania piosenki przez innych artystów
- Al Kooper – Rare and Well Done (2001)[3]
- Pat Nevins – Shakey Zimmerman (2003)